# Vágner Aparecido Nunes
Vágner Aparecido Nunes, mais conhecido como Mazolinha (Santa Bárbara d'Oeste, 3 de abril de 1959 — Santa Bárbara d'Oeste, 5 de setembro de 2016), foi um futebolista brasileiro que atuou como atacante.

## Carreira
Iniciou a carreira no União Barbarense, onde começou a marcar gols no Campeonato Paulista da 2ª Divisão de 1976.
Conforme confessou em entrevista dada a Placar em 1987, que rendeu ao jornalista Carlos Orletti, o Prêmio ESSO de Jornalismo, na categoria Informação Esportiva, começou a se dopar para jogar futebol quando ainda tinha 16 anos.
Em 1977, foi levado ao Santo André.
Em 1978, passou pelo Atlético Goianiense.
Em 1980, atuou pela equipe do Fortaleza Esporte Clube, onde foi trocado por Pedro Basílio notável ganhador de títulos e que estava defendendo o rival Ceará.
Voltou ao interior de São Paulo e rodou por União Barbarense e Palmeiras de São João da Boa Vista.
Destacou-se no Rio Branco-ES em 1986 ao disputar Série A do Brasileiro, quando marcou nove gols, e chamou atenção do Botafogo, para onde se transferiu no ano seguinte.
No clube carioca, aos 29 anos de idade, ficou famoso por ter dado o cruzamento para o gol Maurício na final do Campeonato Carioca de 1989, quando o clube quebrou um jejum de 21 anos sem o título. Pouco depois da jogada, o presidente do Botafogo, Emil Pinheiro, emprestou o atacante por quatro meses ao Atlético Goianiense. Já havia sido emprestado ao Volta Redonda para a disputa do Campeonato Carioca de 1988.
Foi cedido para o Avaí, onde também não se firmou.
Jogou ainda pelo Santo André e River do Piauí.
Viveu seus últimos anos em Santa Bárbara D'Oeste, trabalhando como pedreiro.

## Títulos
Rio Branco-ES
- Campeonato Capixaba: 1985[3]

Botafogo
- Campeonato Carioca: 1989
- Taça Rio: 1989
- Troféu Cidade de Palma de Mallorca: 1988

## Morte
Mazolinha morreu em Santa Bárbara d'Oeste, sua cidade natal, em 5 de setembro de 2016, aos 57 anos, vítima de infarto. Em 2008, ele já havia sofrido um infarto.